# Eliáš Láni
Eliáš Láni (Pseudonym Petrus Petschius; * 1570 in Slovenské Pravno (deutsch Windisch-Proben); † 5. November 1618 in Bytča (Oberungarn, heute Slowakei)) war ein slowakischer lutherischer Geistlicher und Dichter.

## Leben
Láni, Sohn eines Metzgers, besuchte die Grundschule in Turiec und anschließend die evangelische Mittelschule in Strážky (Nehre; heute Ortsteil von Spišská Belá). Nach der Ordination in Brieg arbeitete er von 1594 bis 1596 als Lehrer an seiner ehemaligen Schule in Strážky und dann als Rektor des evangelischen Gymnasiums in Jelšava (deutsch Eltsch). Von 1597 bis 1608 war er Pfarrer in Mošovce (deutsch Moschotz). Anschließend wirkte er bis zu seinem Tod als Senior für das Komitat Trentschin und zugleich als Beichtvater des Palatins Georg Thurzo in Großbitsch (Bytča). Er war eine der treibenden Kräfte bei der Einberufung der Synode von Sillein (Žilina) 1610, mit der sich die heutige Evangelische Kirche Augsburgischen Bekenntnisses in der Slowakei erstmals organisierte. Dort wurde er zu einem der drei Superintendenten der Kirche gewählt.
Mit seiner Ehefrau Zuzana, geb. Tranoscius, hatte er vier Söhne, die alle auch Theologen wurden: Zacharias (1600–1645), Daniel (1605–1665), Gregor († 1651) und Isák.

## Wirken
Láni förderte die streng lutherische Ausrichtung seiner Kirche unter anderem durch eine slowakische Übersetzung von Luthers Kleinem Katechismus (1612), aber auch durch Streitschriften gegen den Kryptocalvinismus und den Sozinianismus. Gegen einen Angriff des Jesuiten Péter Pázmány richtete er 1612 die Schrift Malleus peniculi papistici. Eine Agende für die Gottesdienste blieb unvollendet.
Einige der von Láni gedichteten Kirchenlieder wurden in das Gesangbuch von Jiří Třanovský aufgenommen und werden bis heute gesungen; drei Lieder finden sich sogar im katholischen Gesangbuch Cantus catholici.